# لندن والسكك الحديدية القارية
شركة لندن والسكك الحديدية القارية ( LCR ) هي شركة تطوير عقاري مملوكة لحكومة المملكة المتحدة لتطوير أراضي السكك الحديدية السابقة. تأسست الشركة في الأصل في عام 1994 كاتحاد خاص لامتلاك خدمات الركاب الأوروبية وبناء قناة نفق السكك الحديدية (CTRL) بموجب عقد متفق عليه مع الحكومة البريطانية.
بعد افتتاح قناة نفق السكك الحديدية (CTRL) بالكامل وتغيير علامتها التجارية إلى High Speed 1 (HS1) في أواخر عام 2007، واجهت الشركة لاحقًا صعوبات مالية وتم تأميمها في يونيو 2009.

## أنظر أيضاً
- ديريك هورنبي
- نيك ماركهام، بارون ماركهام

## روابط خارجية
- الموقع الرسمي

قالب:Real estate in the United Kingdom